# Gwiazdy Oriona
Gwiazdy Oriona – polska powieść kryminalna Aleksandra Sowy wydana w 2019 roku przez wydawnictwo LIRA. Książka jest chronologicznie pierwszym tomem z serii astronomicznej z Emilem Stomporem i trzecim w kolejności powstania tomem tej serii: wcześniejsze „Era Wodnika” (rok 2010) i „Punkt Barana” (rok 2017) zostały wydane własnym nakładem autora.

## Fabuła
Czas akcji książki przypada na okres transformacji ustrojowej w Polsce. Książka opowiada o młodym policjancie, Emilu Stomporze, który zostaje przydzielony z powodu posiadanych umiejętności do zespołu operacyjnego „Pająk”, którego zadaniem jest rozpracowanie seryjnego mordercy działającego na Śląsku oraz Zagłębiu. Zadaniem Stompora jest stworzenie portretu psychologicznego mordercy. Język i styl tekstu jest bardzo prosty w odbiorze, odzwierciedla język ulicy. Nie brak tu wulgaryzmów. We fragmentach książka pisana jest gwarą śląską.

## Inspiracje
Jak wszystkie powieści kryminalne tego autora powieść jest kryminałem inspirowanym rzeczywistymi wydarzeniami, przy czym autor konsekwentnie zaznacza, że jego służba w policji nie jest dla niego inspiracją. Autor układając fabułę sięgnął po postacie tzw. Wampira z Zagłębia oraz jego naśladowcę, Wampira z Bytomia. W książce pojawiają się także odniesienia do filmu „Anna” i wampir oraz Jestem mordercą Macieja Pieprzycy jak również Psy Władysława Pasikowskiego.

## Odbiór
Niespełna dwa miesiące po premierze, w plebiscycie portalu literackiego Granice.pl spośród 70 nowości wydawniczych książka została nagrodzona przez internautów tytułami: Najlepsza książka na lato 2019 w kategorii kryminał i sensacja oraz Najlepsza książka na lato 2019. Pół roku później internauci w plebiscycie tego samego portalu wybrali Gwiazdy Oriona Książką Roku 2019 w kategorii kryminał, sensacja.